# Reden gegen Catilina

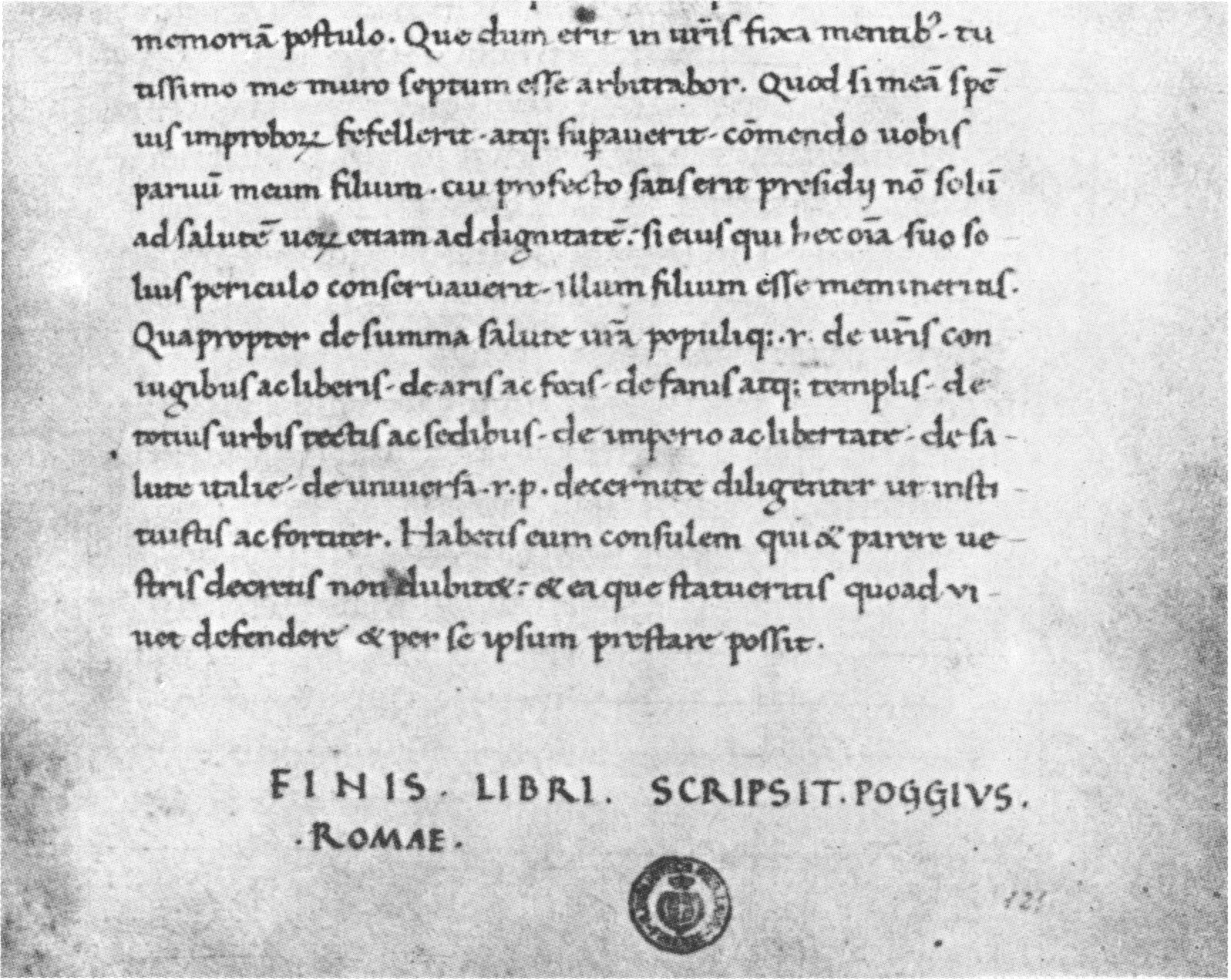
Das Ende von Ciceros vierter Rede gegen Catilina in einer von Poggio Bracciolini 1425 geschriebenen Handschrift: Florenz, Biblioteca Medicea Laurenziana, Plut. 48,22, fol. 121r

Bei den Reden gegen Catilina (lateinisch Orationes In Catilinam) handelt es sich um vier Reden, die der römische Philosoph, Schriftsteller und Consul Marcus Tullius Cicero im Jahre 63 v. Chr. gegen den Senator Lucius Sergius Catilina gehalten hat. Cicero ging es dabei um die Aufdeckung, Verfolgung und Bestrafung der zweiten Catilinarischen Verschwörung, eines Umsturzversuchs Catilinas und seiner Anhänger gegen die Römische Republik.

## Vorgeschichte
Die Verschwörung des Catilina begann im Jahr 63 v. Chr. Um die Macht über Rom zu erlangen, plante Catilina einen Putsch. Zu diesem Zweck beauftragte er Gaius Manlius, ein Heer aufzustellen. Am Abend (6. November) vor der Abreise zu Manlius rief Catilina seine Anhänger in Rom zusammen und überredete die Senatoren Lucius Vargunteius und Gaius Cornelius Cethegus, Cicero zu ermorden. Dieser erfuhr davon und konnte dem Attentat entgehen, indem er sein Haus bewachen ließ, sodass die beiden Senatoren anderntags unverrichteter Dinge von dannen ziehen mussten.

## Inhalt

### 1. Rede (am 7. November 63 v. Chr. vor dem Senat)

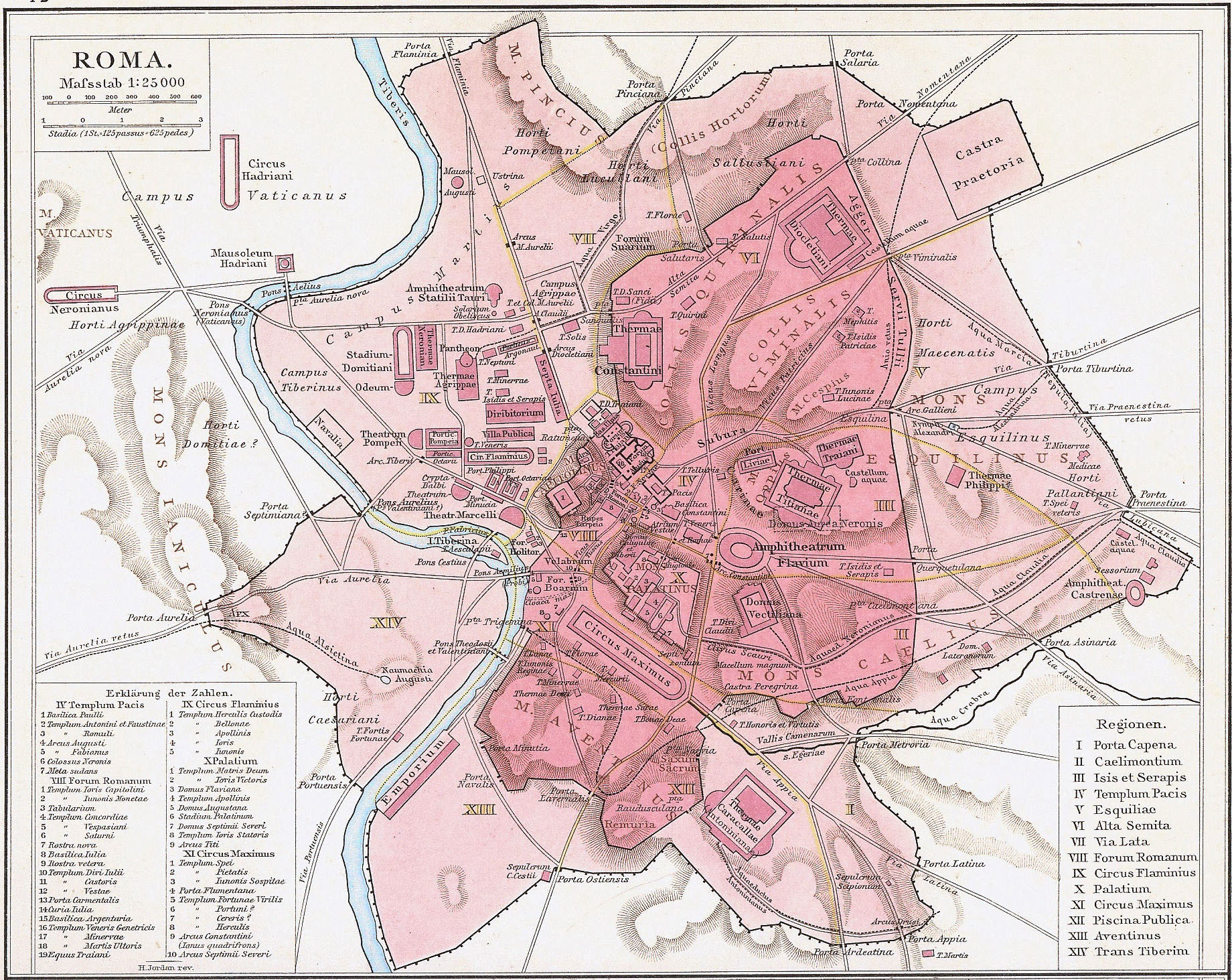
Plan Roms im Altertum, der „Tempel des Jupiter Stator“ wird in der Legende (links unten) unter „X Palatium“ mit der Nummer 8 identifiziert.

Cicero beruft für den 7. November den Senat im Tempel des Jupiter Stator (am Fuß des Palatins) ein. Zur Überraschung aller nimmt auch Catilina an dieser Versammlung teil. Cicero beginnt mit der rhetorischen Frage: Quo usque tandem abutere, Catilina, patientia nostra? (Wie lange noch, Catilina, wirst du unsere Geduld missbrauchen?). In ihrer geschliffenen Form drückt sie sowohl das Ausmaß der (Un)Geduld aus als auch die Isolation Catilinas.  Anschließend informiert er den Senat über das vereitelte Attentat, doch Catilina spielt den Unschuldigen. Das veranlasst Cicero, Catilina in einer improvisierten Rede zu entlarven und ihm den eindringlichen Rat zu geben, Rom zu verlassen. Zwar liegt seit dem 21. Oktober ein Senatsbeschluss vor, der den Ausnahmezustand erklärte und dem Konsul gänzlich freie Hand bei der Ausschaltung des Übeltäters gewährt: „Ad mortem te, Catilina, duci iussu consulis iam pridem oportebat!“ (Schon längst hättest du, Catilina, auf Befehl des Konsuls abgeführt werden sollen, um umgebracht zu werden), ruft er ihm gleich im zweiten Paragraphen der Rede zu. Warum Cicero bei dieser anscheinend so klaren Rechtslage sich dennoch scheut, von seinen Sondervollmachten auch Gebrauch zu machen, wird in gewundenen Formulierungen an mehreren Stellen der Rede deutlich: „Tum denique interficiere, cum iam nemo tam inprobus, tam perditus, tam tui similis inveniri poterit, qui id non iure factum esse fateatur. Quamdiu quisquam erit, qui te defendere audeat, vives“ (Paragraph 5; Dann endlich wirst du umgebracht werden, wenn keiner mehr dermaßen böse, dermaßen verderbt, dermaßen dir ähnlich gefunden werden kann, der nicht bekennt, dass das dann zu Recht geschah. Solange es irgendjemanden gibt, der wagt, dich zu verteidigen, wirst du leben.) Offensichtlich war die Empörung in Volk und Senat doch nicht so einhellig, wie Cicero das an anderen Stellen der Rede immer glauben machen will. Die Rechtsgültigkeit des Senatsbeschlusses, der den Konsuln außerordentliche Vollmachten zur Gefahrenabwehr gab, wurde von popularer Seite immer wieder angezweifelt, seitdem dieses Mittel das erste Mal im Jahre 121 zur blutigen Zerschlagung der gracchischen Reformbewegung eingesetzt worden war. Und tatsächlich wurde ihm die Hinrichtung der in der Stadt verbliebenen Anhänger Catilinas, die Cicero am 5. Dezember anordnete, in den Jahren nach seinem Konsulat immer wieder als  Rechtsbruch vorgeworfen und führte schließlich im Jahr 58 v. Chr. zu seiner Verbannung. Cicero hatte also allen Grund, mit dem Ausnahmezustand vorsichtig umzugehen, und zog daher eine mehr oder weniger freiwillige Abreise des Putschisten vor. Indem sich Catilina am 9. November tatsächlich zu seinen aufständischen Truppen in die Toskana begab, setzte er sich selbst ins Unrecht. Ciceros Hoffnung, er würde alle seine Anhänger mitnehmen (Paragraph 12: „Sin tu, quod te iamdudum hortor, exieris, exhaurietur ex urbe tuorum comitum magna et periculosa sentina rei publicae“ Wenn du abziehst, wozu ich dich schon lange auffordere, wird auch die große und gefährliche Menge politischer Jauche deiner Genossen aus der Stadt herausgespült werden), erfüllte sich indes nicht.

### 2. Rede (am 9. November 63 v. Chr. vor dem Volk)
Am Tag darauf hält Cicero, nach der mittlerweile erfolgten Flucht Catilinas aus Rom, seine zweite Rede gegen ihn. Vor dem Beginn einer Senatssitzung, die von Caesar selbst einberufen wurde, in der über das weitere Vorgehen beraten werden soll, tritt er vor das Volk und teilt diesem das Geschehen aus seiner Sicht mit. Insbesondere bringt er Beweise vor, dass Catilinas Anhänger in der Stadt noch aktiv sind und einen Putsch vorbereiten: Ciceros Leute waren kurz vorher bei einem inszenierten Überfall am Pons Milvius in den Besitz von Schreiben gekommen, mit denen Catilinas Anhänger den Allobrogern den Erlass von Schulden in Aussicht gestellt hatten, wenn diese sich am Putsch beteiligten.

### 3. Rede (am 3. Dezember 63 v. Chr. vor dem Volk)
Am 3. Dezember hält Cicero dann seine dritte Rede gegen Catilina: Auf dem Forum informiert er das Volk über die Ergreifung und das Geständnis der Anhänger Catilinas. In der Folge wird im Senat darüber diskutiert, ob die inhaftierten Verschwörer mit dem Tod oder nur mit lebenslanger Haft bestraft werden sollen; die Entscheidung wird  vertagt.

### 4. Rede (am 5. Dezember 63 v. Chr. vor dem Senat)
In der zwei Tage später gehaltenen vierten und letzten Catilinarischen Rede fasst Cicero noch einmal die Meinungen zusammen und dringt auf eine schnelle Entscheidung, zumal am Vortag Befreiungsversuche durch Klienten angezettelt worden waren.
Auf maßgebliche Agitation Catos entscheidet sich der Senat schließlich gegen das Votum Caesars und folglich für die Todesstrafe.

## Literarische Einordnung

### Schriftliche Herausgabe
Im Jahr 60 v. Chr., also drei Jahre nach den Ereignissen, gab Cicero die Reden in schriftlicher Form heraus, indem er sie in einem Brief an seinen Freund Atticus schickte, mit der Bitte, sie zu verbreiten. Die schriftliche Aufzeichnung der Reden und deren Veröffentlichung brachte mit sich, dass über die Verschwörungen ungewöhnlich viel, aber nur vom Standpunkt der Sieger aus berichtet wurde, später z. B. von den Geschichtsschreibern Sallust in seinem Werk De coniuratione Catilinae und Plutarch. Das führte zur einseitigen Darstellung Catilinas als Bösewicht, andererseits auch zur Überbewertung seiner Taten in Bezug auf den Wechsel von Roms republikanischer Staatsform zum Kaisertum.

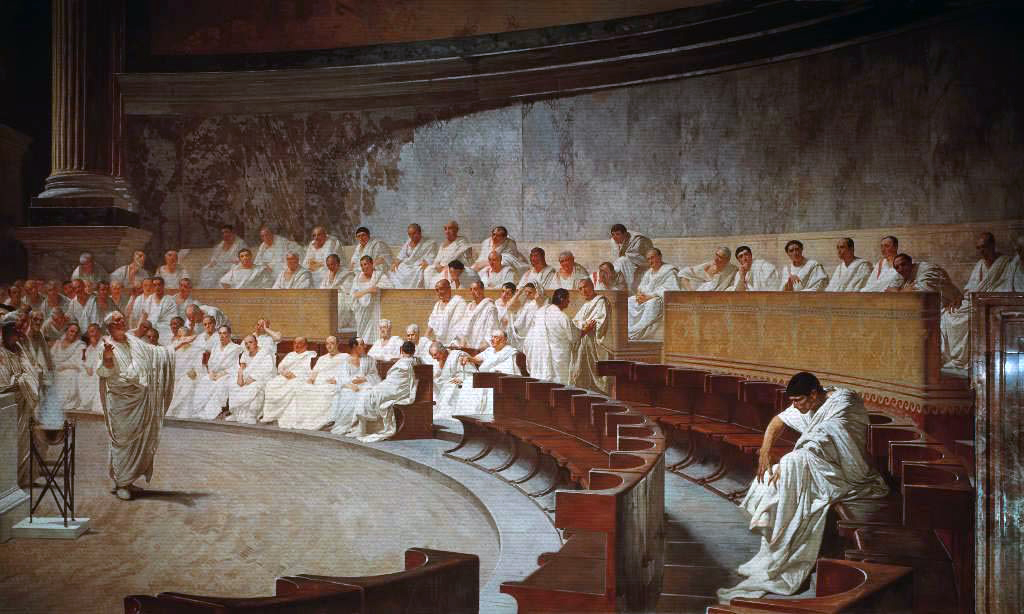
Cicero trägt eine Rede gegen Catilina vor. Gemälde von Cesare Maccari, 1888.

### Bedeutung für die Rhetorik
Die Reden gegen Catilina, die im Gegensatz zu vielen anderen Reden Ciceros bis heute vollständig überliefert wurden, haben seinen Ruf als bedeutendster römischer Redner begründet. Sie gelten als ein Meisterwerk antiker Rhetorik; berühmt geworden sind insbesondere die Anfangsworte der ersten Rede: „Quo usque tandem abutere, Catilina, patientia nostra?“ (Wie lange willst du, Catilina, unsere Geduld noch missbrauchen?).
Der erste Abschnitt der ersten Rede ist eine Ansammlung rhetorischer Fragen; sie sind so angelegt, dass eine jede auf Catilina zielt, mit dem Ziel, ihn vor allen Anwesenden bloßzustellen und als jemanden zu kennzeichnen, der gegen das römische Gemeinwesen handelt:
„Wie lange, Catilina, willst du unsere Geduld noch missbrauchen? Wie lange soll diese deine Raserei ihr Gespött mit uns treiben? Bis zu welchem Ende soll die zügellose Frechheit ihr Haupt erheben? Hat die Besetzung des Palatiums während der Nacht keinen Eindruck auf dich gemacht, keinen die bange Furcht des Volkes, keinen der Auflauf aller Guten, keinen diese so stark befestigte Versammlungsstätte des Senats, keinen die Blicke und Mienen der Anwesenden? Dass deine Pläne klar zutage liegen, merkst du nicht? Dass durch das Einvernehmen all dieser Männer hier deine Verschwörung in Fesseln geschlagen ist, siehst du nicht? Was du in der letzten, was du in der vorletzten Nacht getrieben hast, wo du gewesen bist, wen du zusammengerufen und welchen Plan du gefasst hast – wer von uns, meinst du, wüsste das nicht?“

### Authentizität
Trotz des zeitlichen Abstands werden die schriftlichen Fassungen der Reden als authentisch betrachtet: Cicero verfügte nicht nur über ein enormes Gedächtnis, sondern war als Redelehrer auch in der Mnemotechnik geschult. Da gerade Worte von derartiger politischer Tragweite im Gedächtnis des Auditoriums haften geblieben sein dürften, konnte sich Cicero überdies ein Abweichen vom ursprünglichen Redetext nicht leisten. Überdies kann davon ausgegangen werden, dass sich Cicero über die Kernpunkte seiner Reden bereits bei ihrer Abhaltung Notizen gemacht hat. Die beiden im Senat gehaltenen Reden schließlich dürften auch stenografisch festgehalten worden sein. (Siehe Tironische Noten)

## Textausgaben, Übersetzungen und Kommentare
- M. Tullius Cicero: Sämtliche Reden. Band 2: Für Cluentius Habitus. Über das Siedlergesetz. Für Rabirius. Catilinarische Reden. Für Murena. eingl., übers. und erl. von Manfred Fuhrmann, Zürich und Stuttgart 1970.
- M. Tullius Cicero: Staatsreden. Band 1: Über den Oberbefehl des Cn. Pompeius, Über das Ackergesetz, Gegen L. Catilina. Lateinisch und Deutsch von Helmut Kasten, Berlin 1969.
- M. Tullius Cicero: Vier Reden gegen Catilina. Lateinisch/Deutsch, hrsg. und übers. von Dietrich Klose, mit einem Nachw. von Karl Büchner, Stuttgart 2011.
- Marcus Tullius Cicero: In L. Catilinam orationes / Vier Reden gegen Catilina. Lateinisch/Deutsch, übers. und hrsg. von Michael von Albrecht, Stuttgart 2016.
- Albert Curtis Clark (Hrsg.): M. Tulli Ciceronis Orationes, Band 1: Pro Sex. Roscio. De imperio Cn. Pompei. Pro Cluentio. In Catilinam. Pro Murena. Pro Caelio, Oxford 1905. (Mehrere Nachdrucke)
- Andrew R. Dyck: Cicero, Catilinarians. Cambridge 2008.
- Tadeusz Maslowski (Hrsg.): M. Tullius Cicero. Scripta quae manserunt omnia. Band 17: Orationes in L. Catilinam quattuor. München u. a. 2003.